# راگنار وگت
راگنار وگت، (به انگلیسی: Ragnar Vogt) متولد ۱۷ ژوئن ۱۸۷۰ در شهر تودهستران در کشور نروژ، در گذشته در تاریخ ۲۱ ژانویه ۱۹۴۳ در سن ۷۲ سالگی، در اسلو، یک روان‌پزشک نروژی بود.

## پیشینه
راگنار وگت، در سال ۱۹۱۵ به عنوان اولین استاد روان‌پزشکی کشور نروژ، ارتقاء مرتبه پیدا کرد. او در طول چند سال، سخنگوی سرشناس  اصلاح نژاد انسان بود اما عقاید او بعدها تعدیل یافت.
وی در سال ۱۹۱۶ میلادی، اولین مبتکر احداث بخش مطالعات ژنتیک در دانشگاه اسلو بود. در دهه دوم سده بیستم در مقام کارشناس روان‌پزشکی در کمیته قضایی نروژ، در سال ۱۹۲۲ میلادی، نقش برجسته ای در تشکیل قوانین جزایی نروژ در ارتباط با بیماریهای روانی داشته‌است.
وی بعد از اتمام تحصیلات پزشکی عمومی در دانشگاه اسلو، در برنامه‌های تحقیقاتی متعددی شرکت کرد و از جمله مدتی با ویلهلم وونت همکاری نزدیک داشت. وی جزء اولین کسانی بود که آثار زیگموند فروید را در نروژ معرفی کرد اما بعدها به منتقدان فروید، گرایش پیدا کرد. وگت، از سال ۱۹۱۱ تا زمان بازنشستگی در سال ۱۹۴۰ میلادی سرپرستی چند بیمارستان و درمانگاه در نروژ را بر عهده داشته‌است. وی در سراسر عمر خود از مخالفان مصرف مشروبات الکلی بود.

## زندگی شخصی
راگنار وگت، در ۱۷ ژوئن سال ۱۸۷۰ در یکی از شهرهای جنوب نروژ به دنیا آمد. پدر وی پزشک و مادر وی زنی خانه‌دار بود. راگنار وگت، خود بعدها در سال ۱۸۹۷ میلادی با یک همکار ماما ازدواج کرد.

### مراتب تحصیل و شغل
راگنار وگت، دوره متوسطه را در مدرسه کلیسای جامع کریستیان‌ساند، تحصیل کرد و در سال ۱۸۸۷ میلادی با دریافت مدرک دیپلم متوسطه از این مدرسه، فارغ‌التحصیل شد. سال بعد او به مدرسه جنگ وارد شد و یک سال را به تحصیل در مدرسه جنگ گذراند. راگنار وگت، سالهای زیادی، به عنوان افسر وظیفه در خدمت پیاده‌نظام ارتش نروژ بود. در پی ادامه تحصیل او وارد دانشکده پزشکی دانشگاه اسلو شد و در سال ۱۸۹۵ با بهترین نمرات فارغ‌التحصیل شد و به عنوان شاگرد اول به حضور پادشاه رسید. بعد از یک دوره آزمایشی در رشته مغز و اعصاب در بیمارستان دولتی نروژ، وی در سال ۱۸۹۶ میلادی، با بورس دولتی به آلمان اعزام شد و تا سال ۱۸۹۹ در آلمان و دانمارک به تحصیل روان‌پزشکی پرداخت. در این دوره او از جمله مدتی را تحت نظر استادانی چون ویلهلم وونت و امیل کریپلین آموزش دید.

راگنار وگت، در سال ۱۹۰۰ میلادی به نروژ بازگشت و در بیمارستان دولتی مشغول کار شد.

وی، در سال ۱۹۰۱ پس از تحویل پایان‌نامه تحصیلی خود، در رشته روان‌پزشکی فارغ‌التحصیل شد و همان سال به عضویت هیئت علمی دانشگاه اسلو درآمد. از سال ۱۹۰۵ وی یکی از سخنرانهای ثابت دانشگاه اسلو در رشته روان‌پزشکی بود و در سال ۱۹۰۹ به عنوان استادیار در دانشکده تازه تأسیس روان‌پزشکی دانشگاه اسلو استخدام شد. راگنار وگت، در سال ۱۹۱۱ برای اولین بار به ریاست یکی از بیمارستانهای دولتی نروژ منصوب شد و از آن به بعد سرپرستی بیمارستان‌های مختلفی به او واگذار شده‌است. در سال ۱۹۱۵ وی به مقام استادی ارتقاء یافت و به این ترتیب به عنوان اولین استاد رشته روان‌پزشکی در نروژ، نام او در تاریخ ثبت شد.